# Никольск (Татышлинский район)
Нико́льск (баш. Никольск) — деревня в Татышлинском районе Республики Башкортостан Российской Федерации. Входит в состав Верхнетатышлинского сельсовета. 

## География

### Географическое положение
Расстояние до:
- районного центра (Верхние Татышлы): 1 км,
- центра сельсовета (Верхние Татышлы): 1 км,
- ближайшей ж/д станции (Куеда): 26 км.

## Население
| 2002 | 2009 | 2010 |
| ---- | ---- | ---- |
| 39   | ↘26  | ↘25  |

Национальный состав
Согласно переписи 2002 года, преобладающая национальность — башкиры (74 %).